# Heli
För andra betydelser, se Heli (olika betydelser).
Heli Maarit Palomaa Svensson, född 9 juni 1978 i Nederluleå församling, Norrbottens län, är en svensk rappare. Hon har bland annat rappat med Daniel Beijne.  Hon började rappa i mitten av 1990-talet i Eslöv i Skåne.

## Diskografi

### Album
- 2002 - Öronknark
- 2006 - 48 Timmar

### EP
- 2001 - Tar Över (12")
- 2001 - Startklar EP (12")

### Medverkat på
- Stocktown Tapes - Live Tape Vol.2 Cypher Sessions Live On Alcazar 19/11 1999 & 25/2 2000
- 2000 - Den Svenska Underjorden - Med låten Skumma Typer (Med Karl Katharsis)
- Saarvi Presenterar Extra Gott 22005 - Saarvi Presenterar Extra Gott 2 - Med låten Tar Det Som Det Kommer (Med T.R)
- 1999 - Sneaky Squad / Live & Direct (3) – Southswed...ish - Med låten Shine Subline
- 1999 - El Sheriffo – El Sheriffo - Med låten The Only MC (Med Karl Katharsis)
- 2000 - Diggin In The Swedish Underground - Från Dröm Till Verklighet - Med låten Min Grej (Med Karl Katharsis)
- 2001 - Ordkrig: Svensk Hiphoprevolution - Med låten Heli
- 2001 - Jakten På Under Orden I - Med låten Prestationsångest
- 2002 - Jakten På Under-Orden V - Med låten Busiga Uslingar (Med Professor P & Emilia Tarland)
- 2000 - DJ Kojak – #20 - Med låten Kuk + Fitta (Med T.R)
- 2001 - DJ Kojak – A Kojak Moment - Med låten Alla Mit Alla (Med Emilia Tarland)
- 2001 - Masse – Masse's Mixtape Gott & Blandat - Med låten Kriminell (Med 2 I Styrka)
- 2001 - DJ Taro – Ännu En Gång Vol. 3 - Med låten Dom Som (Med Karl Katharsis)
- DJ Evidence (2) – 12 Ronder - Med låten Mikko (Med Hanna)